# Rheotanytarsus kusii
Rheotanytarsus kusii är en tvåvingeart som beskrevs av Kyerematen och Andersen 2002. Rheotanytarsus kusii ingår i släktet Rheotanytarsus och familjen fjädermyggor. Inga underarter finns listade i Catalogue of Life.